# Liste der denkmalgeschützten Objekte in Schoppernau
Die Liste der denkmalgeschützten Objekte in Schoppernau enthält die 11 denkmalgeschützten, unbeweglichen Objekte der Gemeinde Schoppernau im Bregenzerwald.

## Denkmäler
| Foto |                 | Denkmal                                                                       | Standort                                     | Beschreibung | Metadaten |
| ---- | --------------- | ----------------------------------------------------------------------------- | -------------------------------------------- | --- | --- |
| ja   | Datei hochladen | Almhütte, Vorsäß Armengemach HERIS-ID: 13912 Objekt-ID: 10128                 | Armengemach 225 Standort KG: Schoppernau     | | BDA-Hist.: Q37717984 Status: Bescheid Stand der BDA-Liste: 2025-06-30 Name: Almhütte, Vorsäß Armengemach GstNr.: .147                                          |
| ja   | Datei hochladen | Ehem. Armenhaus HERIS-ID: 13910 Objekt-ID: 10126                              | Gschwend 65 Standort KG: Schoppernau         | | BDA-Hist.: Q37717835 Status: § 2a Stand der BDA-Liste: 2025-06-30 Name: Ehem. Armenhaus GstNr.: 2835/1                                                         |
| ja   | Datei hochladen | Bauernhof (Anlage) HERIS-ID: 23935 Objekt-ID: 20307                           | Halde 110 Standort KG: Schoppernau           | | BDA-Hist.: Q37880352 Status: Bescheid Stand der BDA-Liste: 2025-06-30 Name: Bauernhof (Anlage) GstNr.: .100 Halde 110 & 111, Schoppernau                       |
| ja   | Datei hochladen | Bauernhof (Anlage) HERIS-ID: 23936 Objekt-ID: 20308                           | Halde 111 Standort KG: Schoppernau           | | BDA-Hist.: Q37880372 Status: Bescheid Stand der BDA-Liste: 2025-06-30 Name: Bauernhof (Anlage) GstNr.: .101 Halde 110 & 111, Schoppernau                       |
| ja   | Datei hochladen | Villa Maund HERIS-ID: 22396 Objekt-ID: 18728                                  | Hinterhopfreben 234 Standort KG: Schoppernau | Die Jagdvilla des englischen Bankiers und Alpinisten John Oakley Maund wurde in den frühen 1890er Jahren errichtet und ab 1908 vom deutschen Kronprinz Wilhelm aus dem Haus der Hohenzollern als Jagdschloss genutzt. | BDA-Hist.: Q1693984 Status: Bescheid Stand der BDA-Liste: 2025-06-30 Name: Villa Maund GstNr.: .259, .294, .295 Villa Maund                                    |
| ja   | Datei hochladen | Kapelle hl. Maria HERIS-ID: 23937 Objekt-ID: 20309                            | in Hinterhopfreben Standort KG: Schoppernau  | Die Kapelle wurde ursprünglich im Jahr 1644 erbaut und bestand zunächst nur aus dem heutigen Chor. 1912 erfolgte eine wesentliche Vergrößerung um das hohe Langhaus mit einem Satteldach. Der Altaraufbau mit gedrehten weinlaubgezierten Säulen stammt aus der Zeit um 1650.                                                                                            | BDA-Hist.: Q37880392 Status: Bescheid Stand der BDA-Liste: 2025-06-30 Name: Kapelle hl. Maria GstNr.: 2240/1 Kapelle hl. Maria in Hinterhopfreben, Schoppernau |
| ja   | Datei hochladen | Wohnhaus, ehem. Bauernhaus HERIS-ID: 22393 Objekt-ID: 18725                   | Mitteldorf 28 Standort KG: Schoppernau       | Das ehemalige Bauernhaus Mitteldorf 28 ist ein verschindelter Blockbau mit fünfachsiger Fensterfront. | BDA-Hist.: Q37869247 Status: Bescheid Stand der BDA-Liste: 2025-06-30 Name: Wohnhaus, ehem. Bauernhaus GstNr.: 37                                              |
| ja   | Datei hochladen | Bauernhof (Anlage) HERIS-ID: 22392 Objekt-ID: 18724                           | Mitteldorf 43 Standort KG: Schoppernau       | Der Einhof Mitteldorf 43, ein Blockbau mit Kellersockel, zum Teil mit Bretterschirm ausgestattet, ist im Wohnteil mit 1786 bezeichnet. Das Gebäude verfügt über Pfettenunterzüge (siehe Pfette), einen Ochsenblutanstrich und Rokokomalerei. Traufseitig befindet sich ein offener Schopf.                                                                               | BDA-Hist.: Q37869221 Status: Bescheid Stand der BDA-Liste: 2025-06-30 Name: Bauernhof (Anlage) GstNr.: 59/2 Mitteldorf 43 (Schoppernau)                        |
| ja   | Datei hochladen | Wohnhaus, ehemaliger Bauernhof HERIS-ID: 22394 Objekt-ID: 18726               | Oberdorf 55 Standort KG: Schoppernau         | Der ehemalige Bauernhof Oberdorf 55 ist das Geburts- und Wohnhaus des Schriftstellers Franz Michael Felder. | BDA-Hist.: Q37869261 Status: Bescheid Stand der BDA-Liste: 2025-06-30 Name: Wohnhaus, ehemaliger Bauernhof GstNr.: 194/4 Oberdorf 55 Schoppernau               |
| ja   | Datei hochladen | Pfarrhof HERIS-ID: 13911 Objekt-ID: 10127                                     | Unterdorf 1 Standort KG: Schoppernau         | Der im Jahr 1806 errichtete Pfarrhof ist ein zweigeschoßiger verschindelter Blockbau über einem hohen Kellersockel. | BDA-Hist.: Q37717931 Status: § 2a Stand der BDA-Liste: 2025-06-30 Name: Pfarrhof GstNr.: .113 Pfarrhaus Unterdorf Schoppernau                                  |
| ja   | Datei hochladen | Kath. Pfarrkirche hll. Philippus und Jakobus HERIS-ID: 22395 Objekt-ID: 18727 | Standort KG: Schoppernau                     | Die 1717 geweihte und 1956/1957 vergrößerte Pfarrkirche Schoppernau verfügt über ein barockes Langhaus mit eingezogenem Chor unter gemeinsamem Satteldach, einen Zwiebelturm im Norden mit östlich angebauter Sakristei mit Pultdach und eine Vorhalle. Zur Ausstattung zählen unter anderem ein barocker Hochaltar von 1763, zwei Seitenaltäre sowie eine Rieger-Orgel. | BDA-Hist.: Q2082954 Status: § 2a Stand der BDA-Liste: 2025-06-30 Name: Kath. Pfarrkirche hll. Philippus und Jakobus GstNr.: .114 Pfarrkirche Schoppernau       |